# Yasemin Szawlowski
Yasemin Szawlowski (* 29. August 1992 in London) ist eine englisch-türkische Schauspielerin.

## Leben und Karriere
Szawlowski wurde am 29. August 1992 in London geboren. Sie ist Tochter eines Polen und einer Türkin. Im Alter von drei Jahren zog sie mit ihrer Familie nach Istanbul. Sie studierte an der Universität Istanbul. Ihr Debüt gab sie 2015 in der Fernsehserie Büyük Sürgun Kafkasya. Danach war sie 2016 in der Serie Vatamın Sensin zu sehen. 2021 wurde Szawlowski für den Film Reflection gecastet. Anschließend spielte sie 2021 in der Serie Mitternacht im Pera Palace.

## Filmografie (Auswahl)
- 2015–2016: Büyük Sürgun Kafkasya (Fernsehserie, 4 Episoden)
- 2016–2017: Vatamın Sensin (Fernsehserie, 21 Episoden)
- 2019: Kapı
- 2021: Reflection
- 2022–2024: Mitternacht im Pera Palace (Fernsehserie, 9 Episoden)
- 2022: Bana Karanliğını Anlat